# Fatmomakke kyrka
Fatmomakke kyrka är en kyrkobyggnad i Fatmomakke i Luleå stift. Den är församlingskyrka i Vilhelmina församling och är belägen vid övre delen av Kultsjön i Vilhelmina kommun. I anslutning till kyrkan finns Fatmomakke kyrkstad med kåtor, bodar och stugor som är av riksintresse för kulturmiljövården och som är skyddad som kulturreservat. Fatmomakke kyrkplats tillkom omkring 1790 för att tillgodose fjällsamernas behov av gudstjänster under sommaren och blev en utgångspunkt för den tidiga samiska föreningsrörelsen i början av 1900-talet.

## Kyrkobyggnaden
Den nuvarande kyrkobyggnaden byggdes 1884–1886 av trä i nyklassicistisk stil. En drivande kraft bakom kyrkobygget var den nytillträdde vice pastorn i Vilhelmina församling, Lars Dahlstedt. Vid en restaurering 1930–1931 bekläddes innerväggar och tak med masonit, väggarna isolerades med sågspån och en orgelläktare uppfördes. År 1978 utfördes en ny restaurering då man återställde interiören och förstärkte stommen. 

## Inventarier
- Predikstolen och dörrstycket till vapenhuset kommer från Åsele gamla kyrka.[1]
- Altartavlan är målad av en man vid namn Meurk.[2] I samband med restaureringen på 1930-talet fick kyrkan en ny altartavla, målad av Gerda Höglund, föreställande Kristi förklaring. Den ersatte Meurks verk. Vid restaureringen 1978 sattes dock Meurks altartavla tillbaka medan Gerda Höglunds flyttades till sakristian.[1]
- En elorgel.

## Historia

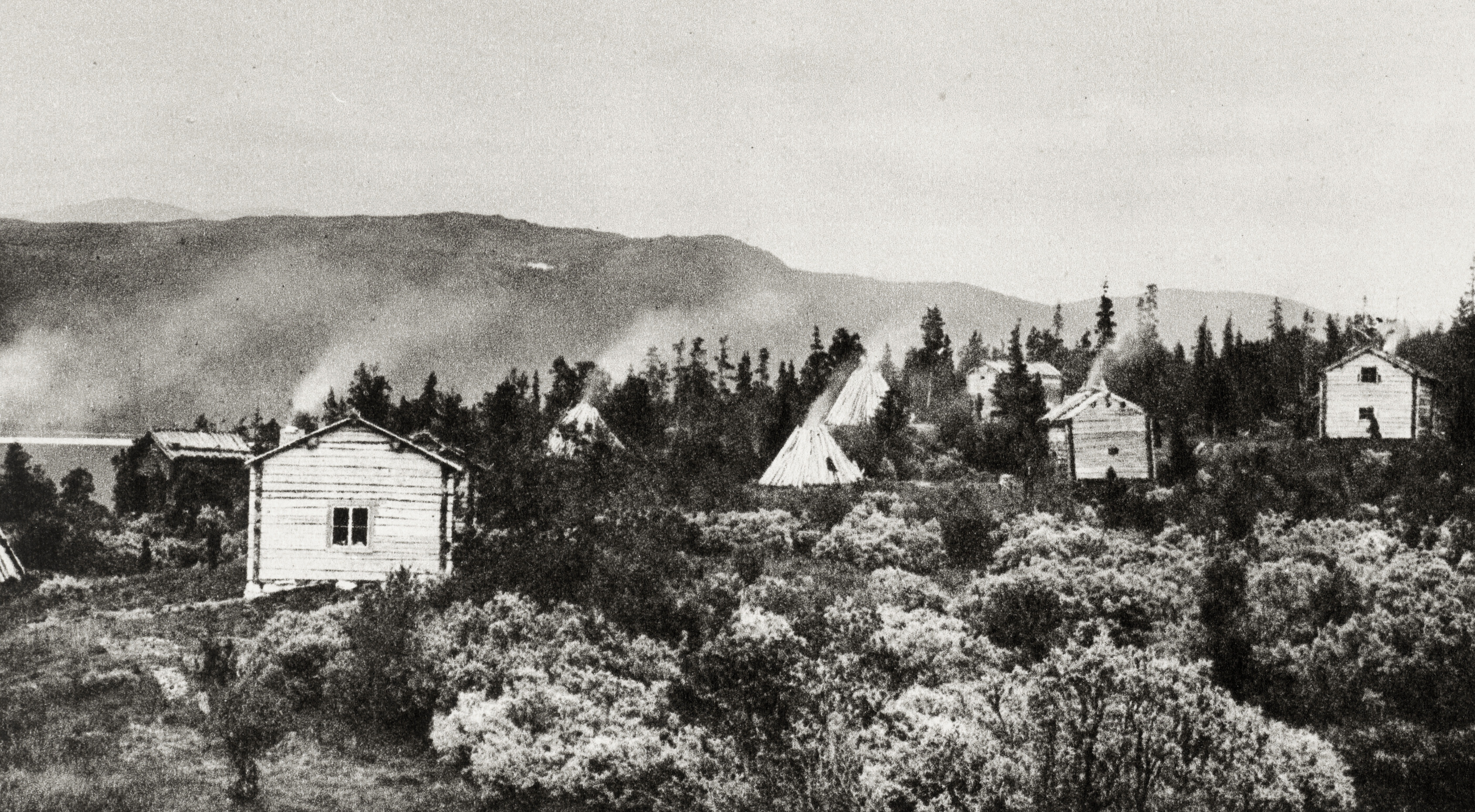
Fatmomakke kyrkstad i början av 1900-talet.

Innan kyrkan i Fatmomakke kom till brukade fjällsamerna i Åsele lappmark bevista gudstjänster på norska sidan, framför allt i Dolstads kyrka i Mosjøen i nuvarande Vefsns kommun. När riksgränsen mellan Norge och Sverige fastställdes genom Strömstadstraktaten 1751 blev samerna antingen norska eller svenska undersåtar. Det blev viktigt för svenska myndigheter att kunna erbjuda de svenska samerna gudstjänster även sommartid, även om deras traditionella flyttningar säkerställdes genom lappkodicillen.
Det finns traditionsuppgifter om att samerna vid mitten av 1700-talet hade en kyrkkåta på en holme vid Ransaråns utlopp i Kultsjön, mitt för den nuvarande kyrkogården i Fatmomakke. I och med Kultsjöns reglering är denna holme numera delvis överdämd.
Den första verkliga kyrkobyggnaden i Fatmomakke uppfördes omkring 1790 på initiativ av pastorsadjunkten Per Rådström i Åsele. Det var en liten sexkantig byggnad med glesa väggar av fjällgran. Enligt uppgift fanns varken golv eller bänkar.
Under 1820- och 1830-talen kom allt fler nybyggare till trakten, och den lilla kyrkan blev alltför trång. År 1832 beslöt sockenstämman i Vilhelmina därför att en ny kyrka skulle byggas i Fatmomakke. Denna andra kyrkobyggnad liknade en lada med glesa timmerväggar. Golvet bestod av kluvna sockar och taket var av näver fasthållet med smala granstammar. Någon altartavla fanns inte. Denna kyrka revs 1884 i samband med att den nuvarande kyrkan skulle byggas.

## Kyrkhelger
Traditionellt hölls kyrkhelg i Fatmomakke två gånger om året. Det var vårhelgen första söndagen i juli och hösthelgen första söndagen i september. Fortfarande hålls gudstjänst i Fatmomakke någon gång varje sommar.

## Kyrkstaden

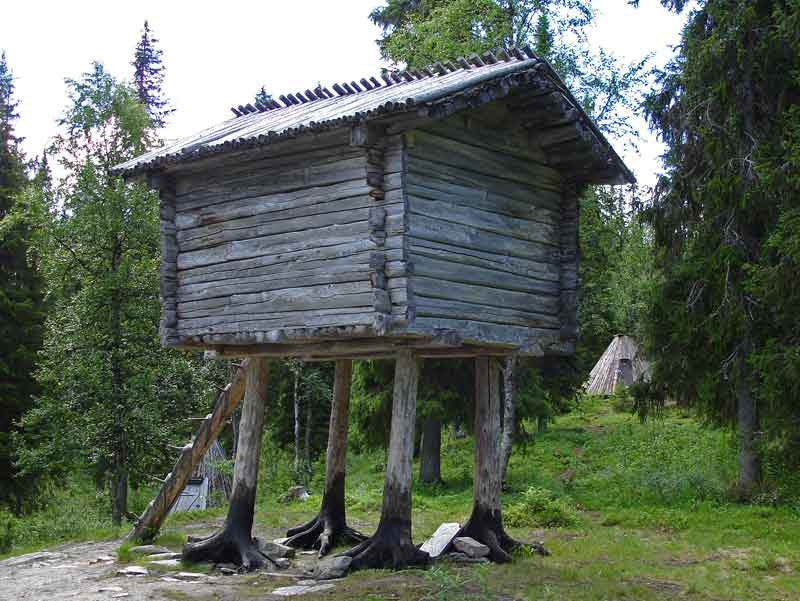
Samisk förrådsbod i Fatmomakke kyrkstad med kåtor i bakgrunden.

I anslutning till kyrkan finns en kyrkstad med hundratalet byggnader, dels kåtor som användes av samerna, dels timrade stugor som användes av nybyggarna.